# Ivos Margoni
Ivos Margoni (Riva del Garda, 1929 – Riva del Garda, 21 gennaio 2006) è stato un francesista e traduttore italiano.
Per la sua produzione saggistica e per i suoi contributi allo studio della letteratura francese in Italia è considerato uno dei maggiori francesisti italiani della seconda metà del XX secolo.

## Biografia
Nato a Riva del Garda, studiò nella sua cittadina natale e ottenne il diploma presso il Liceo Classico Andrea Maffei. Nel 1948 si iscrisse alla Scuola normale superiore di Pisa e, seguito dal professor Glauco Natoli, si laureò nel 1952 in letteratura francese. Lo stesso Natoli poi lo spinse a recarsi a Parigi per frequentare l'École normale supérieure: nella capitale francese svolse diversi incarichi, tra cui il lettore d'italiano nei licei (Lycée Henri-IV) e alla Sorbona, per poi divenire ricercatore presso la sezione di letteratura del Centre national de la recherche scientifique. Fu autore di saggi e traduzioni, e fu collaboratore della rivista Belfagor: tema centrale dei suoi studi erano la vita e le opere di Arthur Rimbaud. Nel 1965 fece ritorno in patria e divenne professore di Lingua e letteratura francese nelle università di Pescara-Chieti, Napoli, Calabria e Siena. Nel 1995, raggiunta la pensione, tornò a Riva del Garda dove si occupò di fotografia, poesia e narrativa.  Lunga e prolifica la sua collaborazione con l'editore Feltrinelli.

## Opere

### Curatele
- Arthur Rimbaud, Opere, Milano, Feltrinelli, 1964
- Jacques Prévert, Storie e altre storie, Milano, Feltrinelli, 1965
- Jacques Prévert, Immenso e rosso, Milano, Feltrinelli, 1967
- Lautréamont, Opere complete, Torino, Einaudi, 1967
- Jules Laforgue, Poesie e prose, Milano, Mondadori, 1971
- Per conoscere André Breton e il surrealismo, Milano, Mondadori, 1976
- Jacques Prévert, Poesie d'amore, Milano, CDE, 1986 (con Franca Madonia)
- Michel Leiris, Carabattole, Torino, Einaudi, 1998

### Poesia
- Flegree, Trento, Temi, 2000

### Saggi
- Fin'amors, mezura e cortezia: saggio sulla Lirica provenzale del 12. secolo, Milano-Varese, Cisalpino, 1965
- Il Prévert di Prévert, Milano, Feltrinelli, 1967 (con Franca Madonia)
- Introduzione a un'antologia delle Opere di André Breton, Milano, Mondadori, 1975
- Lach, Trento, Temi, 1997
- Camere oscure, Trento, Temi, 2002

### Traduzioni
- Henri Michaux, Lo spazio interiore, Torino, Einaudi, 1968
- Jacques Prévert, Parole, canzoni, poesie, Milano, Feltrinelli, 1971